# Facón

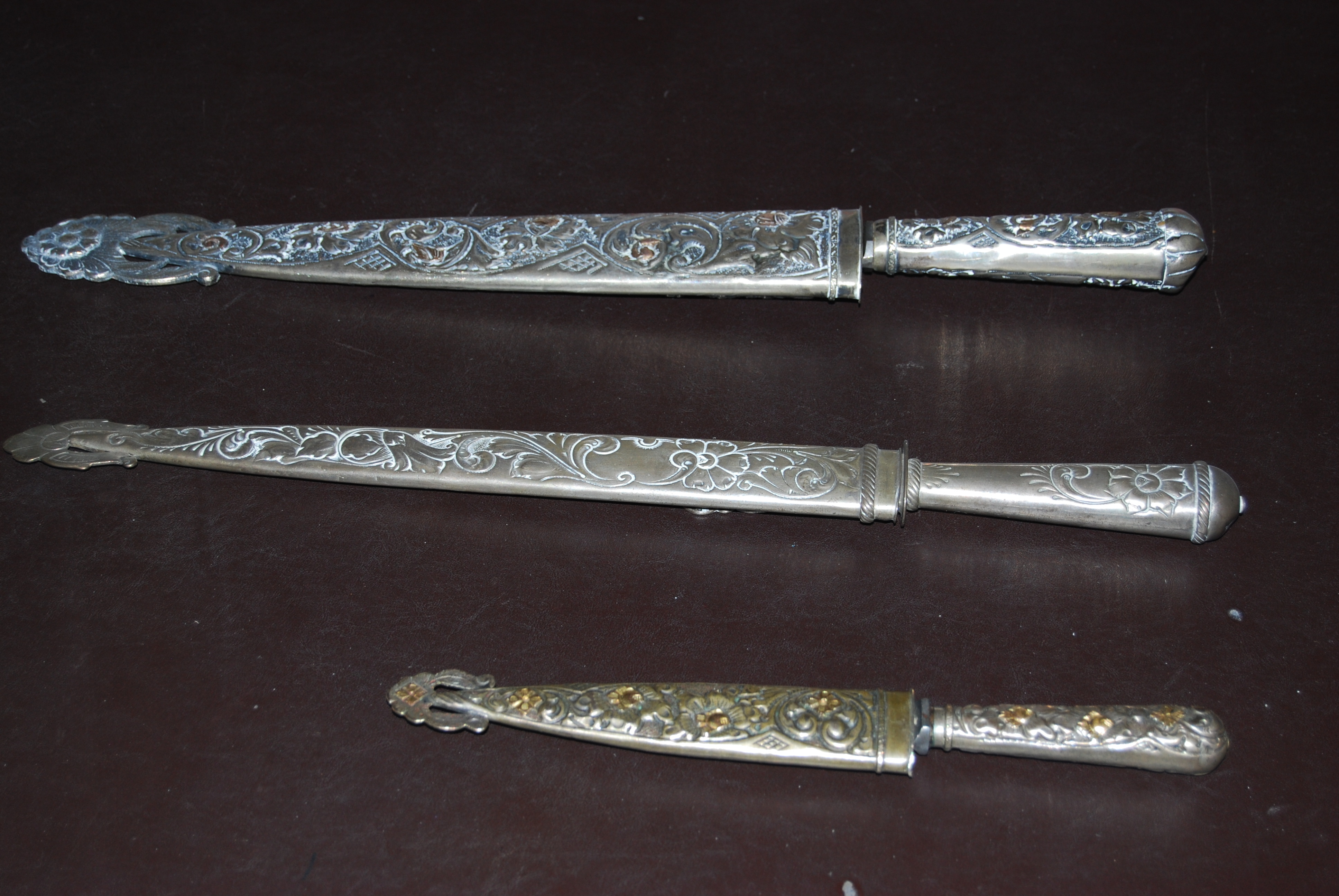
3 tipos distintos de facones.

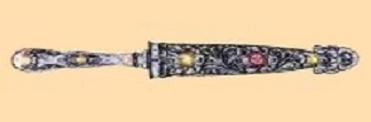
Facón (cuchillo gaucho).

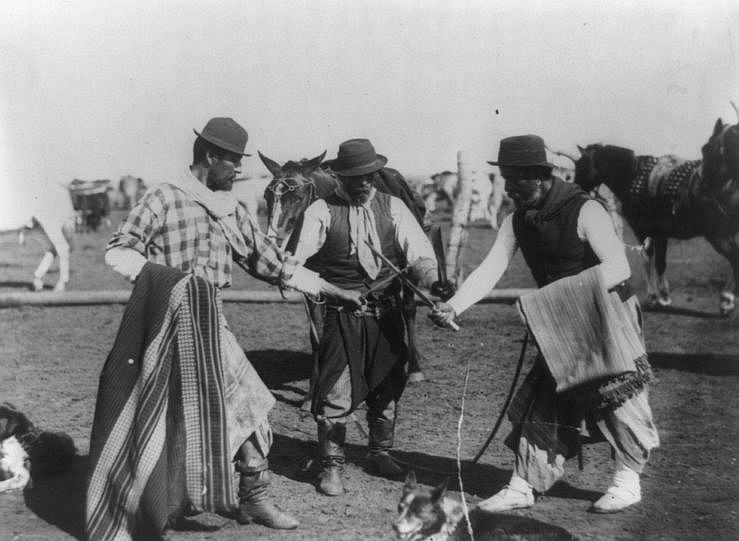
Dramatización de la lucha de los gauchos con los facones.

El facón es una herramienta originariamente elaborada por los gauchos en la región pampeana (Argentina)  
Este tipo de cuchillo es también utilizado para matar animales y cuerearlos, hacer tientos y trabajar el cuero, la madera, etc. Se suele utilizar además como arma de defensa personal, al estilo de la esgrima. 
Junto con el poncho y el caballo, forma parte del atavío típico del gaucho pampeano, para defenderse de posibles ataques, empleándolo según sus propias leyes y filosofías muy particulares para con el mismo, como sucede en algunas artes marciales occidentales.

## Etimología de la palabrafacón
Su etimología deriva del término castellano y también portugués «faca», que significa cuchillo útil para la lucha, al cual se le ha añadido el sufijo aumentativo español ón, muy probablemente por tratarse de un elemento de mayores dimensiones que el cuchillo convencional. 
Antes de que se consolidara el nombre facón y se hiciera común su uso, utilizaban otras denominaciones para él, tales como asador flamenco, flamenco o tararira.

## Distintos tipos de facón
Su formato es variado. Puede ser de hechura no tan lujosa, como también destacarse por su exquisita terminación en cuanto a labrado y los materiales empleados (muchas veces plata con algunas incrustaciones de oro).  
En la actualidad se cree que los de mayor valor estético fueron confeccionados principalmente como regalo o adorno para estancieros acaudalados, ya que el facón del gaucho era una pieza austera y funcional, generalmente encabada en asta, hueso, madera o cuero, todos elementos que encontraba en la naturaleza o en sus tareas habituales. Era tarea primordial para el gaucho el mantener siempre muy bien asentado el filo de su facón, como también su hoja debidamente aceitada o engrasada para mejor preservación de la misma y del mencionado filo. 

#### Algunos tipos de facones:
- Verijero

Es un cuchillo pequeño para llevar en las verijas, o sea en la faja, a la altura del vientre. Sus características son: hoja no superior a 15 cm de un solo filo y punta aguda. Es destinado a menesteres menores, como para comer un asado o cuerear algún animal.
- Cuchillo macho

El cuchillo macho es un cuchillo verijero sobredimensionado, generalmente mayor de los 30 cm, de un solo filo y con punta aguda, pesado y para aguantar duros tratos. Se lo puede usar para trabajos rurales o para pelear en el duelo gaucho. El término "macho" se refiere a la pericia que hay que tener para utilizar el cuchillo sin cortarse, más aún siendo de semejantes dimensiones, y como sinónimo de virilidad entre la peonada y la cultura del campo de la banda oriental.
- Daga

La daga es un cuchillo de doble filo empleada principalmente como arma de riña, con una "ese" o una "o" como gavilán; sus medidas habituales son de 20 a 60 cm.
- Puñal

El puñal es una daga multipropósito de un solo filo más pequeña; puede tener o no gavilán. Puede tener 25 cm. como medida máxima.

## Forma de uso en la contienda
Mientras el gaucho esgrime en una de sus manos el correspondiente facón, en el otro brazo envuelve su poncho para utilizarlo como escudo.